# Ахніг
Ахніг — село в Курахському районі Дагестану.
Дата виникнення невідома. Історія села тягнеться вглиб віків. До жовтневої революції в селі було дві мечеті, одну з них збудував святий чоловік. Після землетрусу 1966 року, частина селян перселилась в Беліджі Дербентського району, де разом з хпєджцями заснували нове село.
1. ↑  https://viewer.rsl.ru/ru/rsl01003549034
2. ↑  (unspecified title) — Махачкала: 1930.
3. ↑  (unspecified title) — 1940.
4. ↑  (unspecified title) — 1971.
5. ↑  (unspecified title) — 1990.
6. ↑  Всероссийская перепись населения 2002 года
7. ↑  http://dagstat.gks.ru/wps/wcm/connect/rosstat_ts/dagstat/resources/b698fa00421f084fbfb3ff2d59c15b71/ВПН%20том1.rar
8. ↑  1.5. Численность населения городских округов, муниципальных районов, муниципальных округов, городских и сельских поселений, городских населённых пунктов, сельских населённых пунктов Республики Дагестан. Процитовано 25 червня 2024. {{cite web}}: Проігноровано невідомий параметр |subtitle= (довідка)